# Félix Houphouët-Boigny
Félix Houphouët-Boigny (18. října 1905 Yamoussoukro – 7. prosince 1993) byl v letech 1960–1993 první prezident afrického státu Pobřeží slonoviny.

## Biografie
Houphouët-Boigny, syn kmenového náčelníka, pochází z poměrně bohaté plantážnické rodiny (pěstující kávu a kakao) v tehdejší francouzské kolonii. Vystudoval lékařskou akademii v Dakaru, kde 1925 složil zkoušky a až do roku 1940 vykonával lékařskou praxi.
Po roce 1939 se věnuje plantážnictví. Jako protest proti diskriminaci domorodých majitelů plantáží zakládá 1944 Syndicat Agricole Africain (SAA, česky Africký zemědělský syndikát) s 20 000 členy a stává se předsedou. V ní sjednotil dělníky i některé majitele plantáží, kteří byli nespokojeni s protežováním francouzských majitelů plantáží (kterých byla asi třetina) koloniálními úřady. Jeho cílem byl boj proti tehdy ještě rozšířené nucené práci na plantážích. 

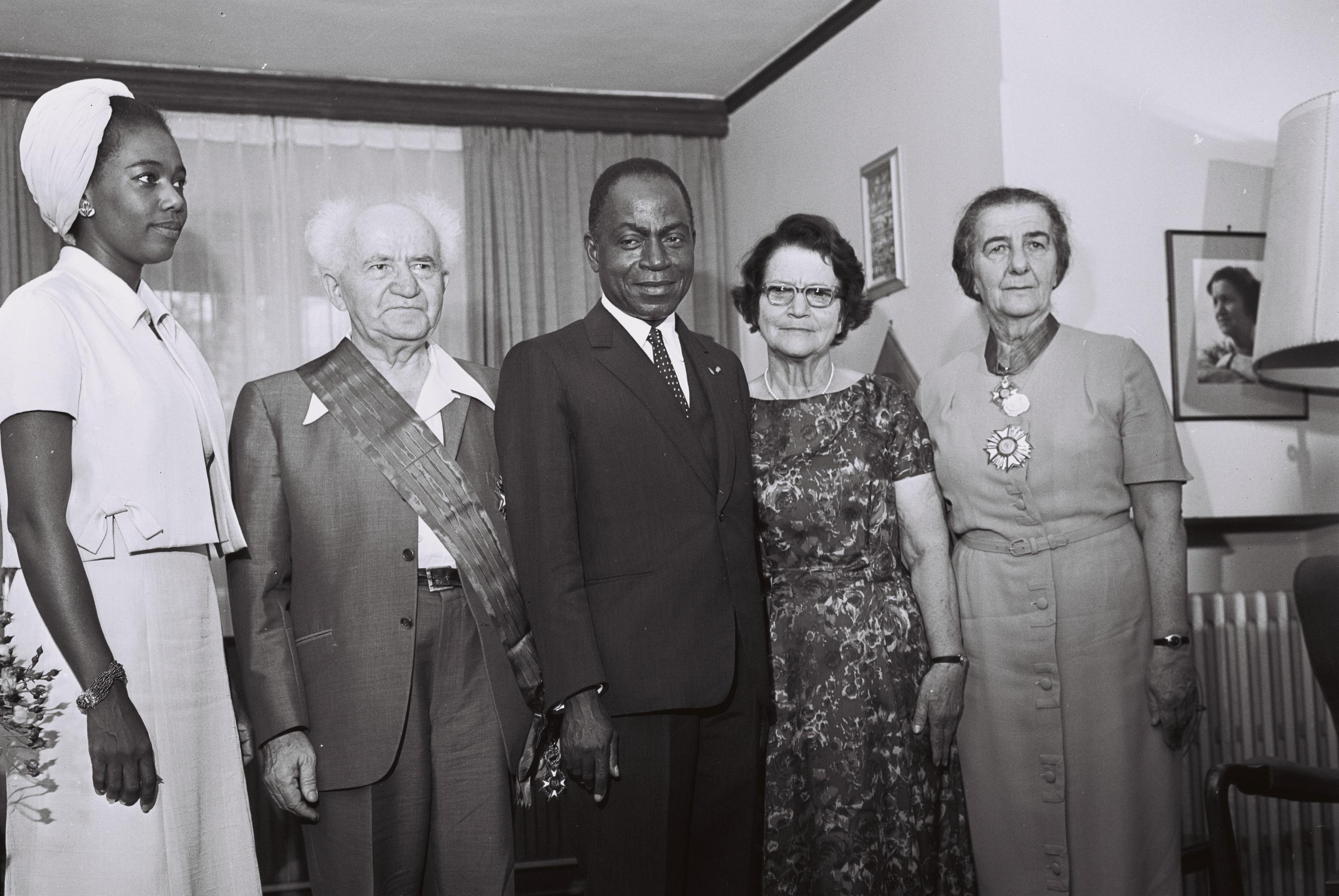
Boigny na návštěvě Izraele v roce 1962. Na snímku je dále Golda Meirová, v té době ministryně zahraničí, a David Ben Gurion, premiér Izraele.

Z této organizace vznikla 1945 strana Parti Démocratique de la Côte d'Ivoire (PDCI, česky: Demokratická strana Pobřeží slonoviny). Jako poslanec francouzského parlamentu se v Paříži stýkal s Komunistickou stranou Francie, a po přijetí francouzské ústavy, která jen neuspokojivě řešila problematiku zámořských území, založil v Bamaku 1946 vícenárodní stranu Rassemblement Démocratique Africain (RDA, česky: Africké demokratické shromáždění), která byla činná ve většině zemí francouzské západní Afriky s cílem její dekolonizace, a stal se jejím předsedou.
V padesátých letech se politicky přeorientoval a stýkal se s politiky jako Robert Schuman a François Mitterrand. Roku 1956 byl jmenován ministrem pro otázky francouzských zámořských území, podílel se na vypracování nové francouzské ústavy, 1959 ho Charles de Gaulle jmenoval ministrem poradcem. Po návratu na Pobřeží slonoviny se zasadil o nezávislost země, která byla vyhlášena 7. srpna 1960. Ve volbách téhož roku byl většinou 98 procent hlasů zvolen prvním prezidentem, během jeho vlády byl však v zemi zaveden model jedné strany (až do roku 1990), opoziční strany byly ilegální. Z prvních pluralistických voleb v říjnu 1990 vyšel Félix Houphouët-Boigny vítězně. Laurent Gbagbo v nich Houphouët-Boignymu podlehl (toho 80 % hlasů vyneslo k 7. mandátu). O měsíc později získala Gbagbova FPI pouze 10 mandátů v parlamentních volbách.
Za jeho prezidentství udržovalo Pobřeží slonoviny úzké vztahy s Francií a také Jižní Afrikou. Jeho poměrně jasné protikomunistické zaměření ztěžovalo vztah k SSSR (diplomatické styky byly dlouhou dobu přerušeny), ČLR byla uznána až 1987.
Mezi obyvatelstvem Pobřeží slonoviny se pro něj vžila přezdívka „Stařík“ (francouzsky: le vieux). Sám při jednom projevu v roce 1983 odhadl své jmění na „několik miliard CFA“ uložených „v zahraničí, ve Švýcarsku“ ale i „na Pobřeží slonoviny“.

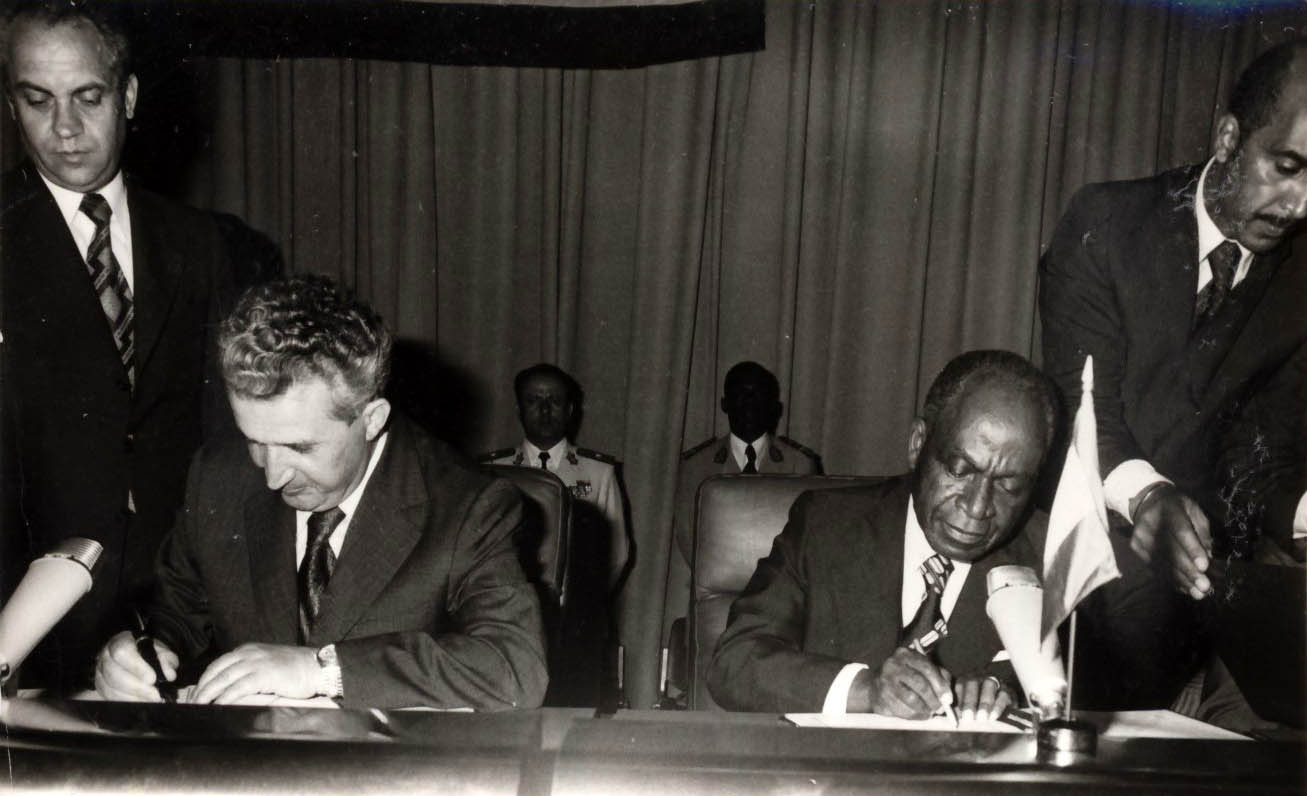
Nicolae Ceauşescu zachycený v roce 1977 na návštěvě v Pobřeží slonoviny

Houphouët-Boigny, který patřil k předním politikům Afriky a jehož vládu lze v tamějších postkoloniálních poměrech označit jako umírněnou, se podílel na několika ne vždy stoprocentně akceptovaných rozhodnutích:
- jako vroucí katolík nechal ve svém rodišti Yamoussoukro postavit dodnes největší kostel na světě (Basilika Notre-Dame de la Paix) podle vzoru římské basiliky sv. Petra. Stavbu za 300 milionů dolarů (či 40 miliard CFA franků) podle svých slov financoval z vlastních zdrojů. Když ji chtěl věnovat Vatikánu, Jan Pavel II. nejprve odmítal (na doporučení slonovinských kněží). Stanovisko změnil až v červenci 1989 po návštěvě Houphouëta-Boignyho ve Vatikánu a 3 měsících přemýšlení.

- V roce 1983 nechal přesunout hlavní město z Abidžanu rovněž do svého rodiště Yamoussoukro, kde nechal postavit nákladný prezidentský palác

- Roku 1985 se zasadil o vydání zákona, podle jehož se stát smí nazývat pouze Côte d'Ivoire, překlad do jiných jazyků stál pod trestem smrti; zákon, stvrzující jméno z dob francouzské koloniální říše, odporuje snahám jiných afrických států, které se po získání nezávislosti snažily zbavit koloniálního dědictví i tím, že často hledaly své názvy ve vlastní minulosti

## Vyznamenání
- velkokříž s řetězem Řádu zásluh o Italskou republiku – Itálie, 8. srpna 1969[2]